# Alexander Schonath
Alexander Schonath (* 2. November 1951 in Kupferzell, Baden-Württemberg) ist ein deutscher Politiker (DSU, ehemals Die Republikaner).

## Beruflicher Werdegang
Die Grundschule und das Gymnasium besuchte Schonath in Öhringen und schloss dort mit der Mittleren Reife ab. Anschließend leistete er seinen Wehrdienst bei der Bundeswehr. Danach besuchte er die Wirtschaftsoberschule in Würzburg, wo er das Wirtschaftsabitur ablegte. Anschließend studierte er Betriebswirtschaftslehre an der Fachhochschule Würzburg-Schweinfurt sowie Wirtschaftswissenschaften an der Julius-Maximilians-Universität Würzburg. Nach seinem Studium war er bis zur Landtagstätigkeit Geschäftsführer.

## Politische Karriere
Kreisvorsitzender des REP-Kreisverbandes Schwäbisch Hall, Mitglied im Bezirksvorstand der Republikaner im Bezirksverband Nordwürttemberg, 1995 bis 1999 Mitglied im Landesvorstand. Von 1994 bis 2009 war er Stadtrat in Heilbronn, bis Ende März 2009 als stellvertretender Fraktionsvorsitzender der Republikaner-Fraktion im Gemeinderat, nach deren Auflösung ab 1. April 2009 als fraktionsloser Stadtrat. Zur Gemeinderatswahl am 7. Juni 2009 kandidierte er nicht mehr.
Vom 16. April 1996 bis 31. Mai 2001 war Schonath Landtagsabgeordneter in Baden-Württemberg (Zweitmandat im Wahlkreis Schwäbisch Hall). Als Schriftführer gehörte er dem Tagungspräsidium des Landtags an, Mitglied im Wirtschaftsausschuss und Mitglied im Ausschuss Ländlicher Raum und Landwirtschaft. Als Vertreter der Republikaner-Fraktion gehörte er verschiedenen Gremien an: Mitglied im Stiftungsrat der Stiftung Entwicklung und Zusammenarbeit, Mitglied im Kuratorium der Denkmalstiftung Baden-Württemberg, Mitglied des Stiftungsrates der Donauschwäbischen Kulturstiftung des Landes Baden-Württemberg, Stellvertretendes Mitglied des Kuratoriums der Steinbeis-Stiftung für Wirtschaftsförderung. Zudem Mitglied der 11. Bundesversammlung zur Wahl des Bundespräsidenten am 23. Mai 1999.
Nach Ende seines Stadtratsmandats am 30. Juni 2009 wechselte Schonath von den Republikanern zur DSU über und ist dort seit 29. Mai 2010 Mitglied des Bundesvorstandes. Am 15. Dezember 2012 wurde er auf dem Bundesparteitag in Leipzig zum Ersten stellvertretenden Bundesvorsitzenden gewählt. Im Oktober 2010 wurde er nach Gründung des Landesverbandes Baden-Württemberg auch zum stellvertretenden Landesvorsitzenden gewählt. Seit März 2012 ist er Landesvorsitzender.

## Mitgliedschaften
Er ist Mitglied in zahlreichen örtlichen, regionalen landes-, bundesweiten und ausländischen Vereinen und Verbänden sowie Mitglied eines Weltverbandes. So ist er Gründungsmitglied des Freundeskreis der Stadtbibliothek Heilbronn e. V. und gehörte als einziger Stadtrat zu den Gründungsstiftern der Heilbronner Bürgerstiftung.

## Privatleben
Schonath ist seit August 2015 verwitwet. Er hat zwei Söhne.